# Джонсон, Расселл
Ра́сселл Джо́нсон (англ. Russell Johnson; 10 ноября 1924, Ашли, Пенсильвания — 16 января 2014, Остров Бейнбридж, Вашингтон) — американский актёр кино и телевидения, до начала кинокарьеры — военный лётчик-герой. Наиболее запомнился зрителю исполнением роли профессора Роя Хинкли в сериале «Остров Гиллигана» (1964—1967) и нескольких его спин-оффах; а также роли маршала Гиба Скотта в сериале «Чёрное Седло» (1959—1960).

## Биография
Расселл Дэвид Джонсон родился 10 ноября 1924 года в боро Эшли (штат Пенсильвания, США). Отца звали Расселл Кеннеди Джонсон (1901—1932; умер от пневмонии), мать — Мэрион Венона Сминк Джонсон (1902—1976). У Рассела Дэвида было шесть младших братьев и сестёр: Кеннет У. (1925—2012), Дэвид Рид (1926—1976), Лоис Мэрион (1927—1928; умерла в младенчестве), Лоррейн (1928—2015), Мэрион Джоан (1930—2010) и Пол Уэсли (1932—1933; умер в младенчестве).
После окончания средней школы Расселл Джонсон вместе с братьями учился в колледже Гирард, для чего ему пришлось переехать в Филадельфию. После окончания колледжа Джонсон в 1942 году был зачислен кадетом в Военно-воздушные силы армии США.
Поскольку в разгаре была Вторая мировая война, после ускоренного обучения юноша получил звание второго лейтенанта. За время службы он совершил 44 боевых вылета в тихоокеанском театре боевых действий в качестве бомбардира на машине North American B-25 Mitchell. 4 марта 1945 года самолёт Джонсона, который к тому времени служил навигатором в 42-м крыле 100-й воздушно-дозаправочной эскадрильи, был сбит японскими войсками во время бомбардировки Филиппин. Машину пришлось жёстко посадить в море близ Замбоанги, при этом пилот погиб, а Джонсон сломал обе лодыжки. За это своё ранение Джонсон получил «Пурпурное сердце». Также к моменту окончания войны он стал обладателем медалей «Военно-воздушных сил», «За Азиатско-тихоокеанскую кампанию», «За освобождение Филиппин» и «Победы во Второй мировой войне». 22 ноября 1945 года Джонсон получил звание первого лейтенанта и был переведён в Резерв ВВС. Окончательно демобилизован в августе 1957 года.
Воспользовавшись своей военной льготой на образование, Джонсон прошёл курс актёрского мастерства в театре «Лаборатория актёров». Там он близко подружился с героем войны Оди Мёрфи, также решившим стать в мирной жизни кинематографистом, и в дальнейшем сыграл в трёх его фильмах. В 1950 году Джонсон впервые появился в небольшой роли в одном эпизоде телесериала, с 1952 года начал регулярно сниматься в кино и на телевидении. Его кино-карьера продолжалась 47 лет (1950—1997), за которые он появился в 169 кино- и телефильмах и телесериалах, в том числе в 12 случаях он не был указан в титрах и в 9 случаях выступил актёром озвучивания и дубляжа.
В 1988 году Джонсон с женой и пасынком переехали из Лос-Анджелеса в город-остров Бейнбридж (штат Вашингтон) «прочь от жары, смога и толп». Здесь в 1993 году увидела свет единственная книга Джонсона, написанная в соавторстве со Стивеном Коксом, Here on Gilligan's Isle.
Расселл Джонсон скончался 16 января 2014 года от почечной недостаточности в Бейнбридже, где прожил последние 26 лет. Его останки были кремированы.

### Личная жизнь
Расселл Джонсон был женат трижды:
1. Эдит Кэхун. Брак продолжался с 1943 по 1948 год. Развод, детей нет.
2. Кэй Кузинс, малоизвестная актриса и сценаристка. Брак заключён 23 июля 1949 года, 20 января 1980 года супруга скончалась[12]. Двое детей: дочь Ким (стала малоизвестной актрисой)[13] и сын Дэвид (1955—1994, стал гомосексуалистом, умер от СПИДа[4][14]).
3. Констанс Дейн, малоизвестная актриса[15]. Брак заключён 18 мая 1982 года и продолжался до самой смерти актёра 16 января 2014 года. Детей нет, но Джонсон стал отчимом её сыну Кортни, малоизвестному кинематографисту[16].

## Избранная фильмография

### Широкий экран
- 1952 — Пресловутое ранчо / Rancho Notorious — игрок в Chuck-a-luck (в титрах не указан)
- 1952 — Кредитная акула / Loan Shark — Чарли Томпсон
- 1952 — Поворотная точка / The Turning Point — Герман (в титрах не указан)
- 1953 — Семинолы[англ.] / Seminole — лейтенант Гамильтон
- 1953 — Закон и порядок[англ.] / Law and Order — Джимми Джонсон
- 1953 — Колонна на Юг[англ.] / Column South — капрал Биддл
- 1953 — Оно пришло из далёкого космоса / It Came from Outer Space — Джордж
- 1953 — Перекати-поле[англ.] / Tumbleweed — Лэм Блэнден
- 1954 — Держись подальше от Диабло[англ.] / Ride Clear of Diablo — Джед Рингер
- 1954 — Деметрий и гладиаторы / Demetrius and the Gladiators — гладиатор (в титрах не указан)
- 1954 — Джонни Дарк[англ.] / Johnny Dark — Эмори
- 1954 — Полицейский-мошенник / Rogue Cop — патрульный Карленд (в титрах не указан)
- 1954 — Чёрный вторник / Black Tuesday — Говард Слоан
- 1955 — Впереди — переправы[англ.] / Many Rivers to Cross — Бэнкс Черни
- 1955 — Странная леди в городе[англ.] / Strange Lady in Town — Шэддак
- 1955 — Этот остров Земля / This Island Earth — доктор Стив Карлсон
- 1957 — Атака крабов-монстров / Attack of the Crab Monsters — Хэнк Чапмен
- 1957 — Рок всю ночь[англ.] / Rock All Night — Джиггер
- 1958 — Космические дети[англ.] / The Space Children — Джо Гэмбл
- 1964 — Далёкий звук трубы[англ.] / A Distant Trumpet — капитан Брайнк
- 1964 — Работа для стрелка[англ.] / Invitation to a Gunfighter — Джон Медфорд (в титрах не указан)
- 1965 — Величайшая из когда-либо рассказанных историй / The Greatest Story Ever Told — писарь
- 1975 — Три дня Кондора / Three Days of the Condor — офицер разведки на брифинге (в титрах не указан)
- 1977 — МакАртур[англ.] / MacArthur — Эрнест Кинг, адмирал

### Телевидение
- 1950 — Театр «Файрсайд»[англ.] / Fireside Theatre — моряк (в эпизоде Man Without a Country)
- 1953 — Приключения Супермена[англ.] / Adventures of Superman — Чоппер (в эпизоде The Runaway Robot[англ.])
- 1955 — Одинокий рейнджер[англ.] / The Lone Ranger — Том Леверинг (в эпизоде Counterfeit Redskins[англ.])
- 1955—1956 — Перекрёсток[англ.] / Crossroads — Джек Фромер (в 3 эпизодах)
- 1955, 1957 — Кавалькада Америки[англ.] / Cavalcade of America — разные роли (в 2 эпизодах)
- 1955, 1957 — Театр Lux Video[англ.] / Lux Video Theatre — разные роли (в 3 эпизодах)
- 1956 — Кульминация![англ.] / Climax! — Рыжий (в эпизоде The Lou Gehrig Story)
- 1956 — Медик[англ.] / Medic — Эл Монро (в эпизоде To the Great, a Most Seldom Gift)
- 1956 — Вы там[англ.] / You Are There — Флетчер Кристиан (в эпизоде Mr. Christian Seizes the Bounty (April 28, 1789))
- 1956 — Мальчик-циркач[англ.] / Circus Boy — доктор Бен Осгуд (в эпизоде Corky and the Circus Doctor)
- 1956—1957 — Приключения Рин Тин Тина[англ.] / The Adventures of Rin Tin Tin — разные роли (в 2 эпизодах)
- 1957 — Альфред Хичкок представляет / Alfred Hitchcock Presents — турок (в эпизоде Vicious Circle)
- 1957 — Кейси Джонс[англ.] / Casey Jones — Джефф Тайлер (в эпизоде The Trackwalker)
- 1957, 1962 — Истории Уэллса Фарго[англ.] / Tales of Wells Fargo — разные роли (в 2 эпизодах)
- 1957—1958, 1962 — Караван повозок[англ.] / Wagon Train — разные роли (в 3 эпизодах[англ.])
- 1957, 1959, 1969, 1972 — Дымок из ствола / Gunsmoke — разные роли (в 4 эпизодах[англ.])
- 1958, 1962—1963, 1969 — Лесси / Lassie — разные роли (в 4 эпизодах[англ.])
- 1959 — Судебный исполнитель[англ.] / Lawman — Уэйд Хорган (в эпизоде The Encounter)
- 1959 — Речная лодка[англ.] / Riverboat — Дариус (в эпизоде The Unwilling)
- 1959—1960 — Чёрное Седло[англ.] / Black Saddle — маршал Гиб Скотт (в 41 эпизоде)
- 1960 — Шоу Дюпонта с Джун Эллисон[англ.] / The DuPont Show with June Allyson — разные роли (в 2 эпизодах)
- 1960—1961 — Сумеречная зона / The Twilight Zone — разные роли (в 2 эпизодах[17])
- 1961 — Триллер[англ.] / Thriller — Адам Талмэдж (в эпизоде The Hungry Glass)
- 1961 — Премьера Alcoa[англ.] / Alcoa Premiere — майор (в эпизоде The End of a World)
- 1961 — Детективы[англ.] / The Detectives — Ли (в эпизоде The Queen of Craven Point)
- 1961 — Приключения в раю[англ.] / Adventures in Paradise — лучник (в эпизоде Survival)
- 1961, 1963 — Гавайский детектив[англ.] / Hawaiian Eye — разные роли (в 2 эпизодах)
- 1961—1963 — Ларами[англ.] / Laramie — разные роли (в 5 эпизодах)
- 1961—1963, 1968 — Дни в Долине Смерти / Death Valley Days — разные роли (в 4 эпизодах)
- 1962 — Шоссе 66[англ.] / Route 66 — Боб Кил (в эпизоде Go Read the River)
- 1962 — Семья Маккой[англ.] / The Real McCoys — доктор Росс (в эпизоде Allergies Anonymous)
- 1962 — Бен Кейси / Ben Casey — доктор Стэнли Бёрк (в эпизоде Go Not Gently Into the Night)
- 1963 — Сыромятная плеть / Rawhide — Бёрт Харви (в эпизоде Incident at Alkali Sink)
- 1963 — Сансет-стрип, 77[англ.] / 77 Sunset Strip — Гарри Девлин (в эпизоде The Toy Jungle)
- 1964 — За гранью возможного / The Outer Limits — майор Бенедикт (в эпизоде Specimen: Unknown)
- 1964—1967 — Остров Гиллигана / Gilligan’s Island — профессор Рой Хинкли[англ.] (в 98 эпизодах[англ.])
- 1967 — Захватчики[англ.] / The Invaders — Джеймс Бернард (в эпизоде The Trial)
- 1968 — Большая долина / The Big Valley — Дейви Даниган (в эпизоде The Good Thieves)
- 1968—1970 — ФБР / The F.B.I. — разные роли (в 3 эпизодах)
- 1970 — Эта девушка / That Girl — Джон (в 2 эпизодах)
- 1971 — Доктор Маркус Уэлби / Marcus Welby, M.D. — доктор Леонард Колмен (в эпизоде I Can Hardly Tell You Apart)
- 1971—1973 — Оуэн Маршалл, адвокат[англ.] / Owen Marshall, Counselor at Law — разные роли (в 10 эпизодах)
- 1972 — Айронсайд[англ.] / Ironside — Мартин Лукас (в эпизоде Programmed for Panic)
- 1973 — Ужас на высоте 37 000 футов[англ.] / The Horror at 37,000 Feet — Джим Хоули
- 1974 — Менникс[англ.] / Mannix — Брэшер (в эпизоде The Green Man)
- 1974—1975 — Кэннон[англ.] / Cannon — разные роли (в 2 эпизодах)
- 1974—1975 — Новые приключения Гиллигана[англ.] / The New Adventures of Gilligan — профессор Рой Хинкли (в 24 эпизодах)
- 1977 — Макмиллан и жена[англ.] / McMillan & Wife — Карл Дженсен (в эпизоде Coffee, Tea, or Cyanide)
- 1978 — Призрак рейса 401 / The Ghost of Flight 401 — Роберт Элбин Лофт, командир самолёта
- 1978 — Полицейская история[англ.] / Police Story — капитан Карл Фарго (в эпизоде No Margin for Error)
- 1978 — Ублюдок[англ.] / The Bastard — полковник Джеймс Барретт
- 1978 — Спасение с острова Гиллигана[англ.] / Rescue from Gilligan's Island — профессор Рой Хинкли
- 1978 — Чудо-женщина / Wonder Woman — полковник (в эпизоде Disco Devil)
- 1978 — Лу Грант / Lou Grant — Карлан (в эпизоде Babies)
- 1979 — Потерпевшие крушение на острове Гиллигана[англ.] / The Castaways on Gilligan's Island — профессор Рой Хинкли
- 1981 — Закадычные друзья[англ.] / Bosom Buddies — мистер Шоу (в эпизоде Amy's Career)
- 1981 — Гарлемские путешественники на острове Гиллигана[англ.] / The Harlem Globetrotters on Gilligan's Island — профессор Рой Хинкли
- 1982 — Джефферсоны / The Jeffersons — Мэк Стил (в 2 эпизодах)
- 1982 — Планета Гиллигана[англ.] / Gilligan's Planet — профессор Рой Хинкли (в 13 эпизодах)
- 1986 — Даллас / Dallas — шериф Уайатт Мэнсфилд (в эпизоде Twenty-Four Hours)
- 1986 — Секретный агент Макгайвер / MacGyver — Ослоу (в эпизоде Ugly Duckling[англ.])
- 1986—1987 — Династия / Dynasty — граф Томпсон (в 2 эпизодах[англ.])
- 1987 — Слава / Fame — Дьюк Мэки (в эпизоде The Big Contract)
- 1987 — Ньюхарт[англ.] / Newhart — член «Бобровой хатки» (в эпизоде Much to Do Without Muffin)
- 1987 — Санта-Барбара / Santa Barbara — Уилл Мортон (в 2 эпизодах)
- 1987 — Альф / ALF — профессор Рой Хинкли (в эпизоде Somewhere Over the Rerun)
- 1987 — Тихая пристань / Knots Landing — Тим Мёрфи (в эпизоде The Trouble with Peter)
- 1988 — Монстры[англ.] / Monsters — Джеффри (в эпизоде Sleeping Dragon)
- 1989 — Два моих отца[англ.] / My Two Dads — Фрэнк Муни (в эпизоде The Man in the Pink Slip)
- 1995 — Розанна / Roseanne — Марк (в эпизоде Sherwood Schwartz--A Loving Tribute[англ.])
- 1997 — Миго[англ.] / Meego — профессор (в эпизоде Mommy 'n' Meego)

### Озвучивание и дубляж
- 1954 — Таза, сын Кочиза[англ.] / Taza, Son of Cochise — рассказчик за кадром (в титрах не указан)
- 1964 — Большое приключение[англ.] / The Great Adventure — рассказчик за кадром (в 2 эпизодах)
- 1984 — Навсикая из Долины ветров — Юпа Миральд (английский дубляж, в титрах не указан)
- 1988 — Роботех II: Стражи[англ.] / Robotech II: The Sentinels — рассказчик за кадром (в титрах не указан)
- 1996 — Hellbender[англ.] — генерал Чо (комп. игра)